# His Last Bow
His Last Bow (em Portugal, Os últimos casos de Sherlock Holmes / no Brasil, O último adeus de Sherlock Holmes) é uma coletânea de oito contos de histórias do detetive Sherlock Holmes, publicada em 1917. Escritos por Sir Arthur Conan Doyle, foram originalmente publicados na revista Strand Magazine, nos anos de 1893 e de 1908 a 1917.

## Contos
1. A Aventura da Casa das Glicínias (The Adventure of Wisteria Lodge) - Setembro / Outubro de 1908;
2. A Aventura da Caixa de Papelão (The Adventure of the Cardboard Box) - Janeiro de 1893(???);
3. A Aventura do Círculo Vermelho (The Adventure of the Red Circle) - Março / Abril de 1911;
4. Os Planos para o Submarino Bruce-Partington (The Adventure of the Bruce-Partington Plans) - Dezembro de 1908;
5. A Aventura do Detetive Moribundo (The Adventure of the Dying Detective) - Dezembro de 1913;
6. O Desaparecimento de Lady Frances Carfax (The Disappearance of Lady Frances Carfax) - Dezembro de 1911;
7. A Pata do Diabo (The Adventure of the Devil's Foot) - Dezembro de 1910;
8. O Último Adeus de Sherlock Holmes (His Last Bow) - Setembro de 1917.